# Asprokklisiá (ort i Grekland, Västra Makedonien)
Asprokklisiá (Asprokklisia) är en ort i Grekland.   Den ligger i prefekturen Nomós Kastoriás och regionen Västra Makedonien, i den norra delen av landet, 300 km nordväst om huvudstaden Aten. Asprokklisiá ligger 727 meter över havet och antalet invånare är 358.
Terrängen runt Asprokklisiá är kuperad söderut, men norrut är den platt. Runt Asprokklisiá är det glesbefolkat, med 19 invånare per kvadratkilometer. Närmaste större samhälle är Árgos Orestikó, 5,3 km norr om Asprokklisiá. Trakten runt Asprokklisiá består till största delen av jordbruksmark.